# Serakreis Jena
Der Serakreis aus Jena war eine Gruppierung innerhalb der frühen Jugendbewegung und der Lebensreformbewegung um den Verleger Eugen Diederichs.

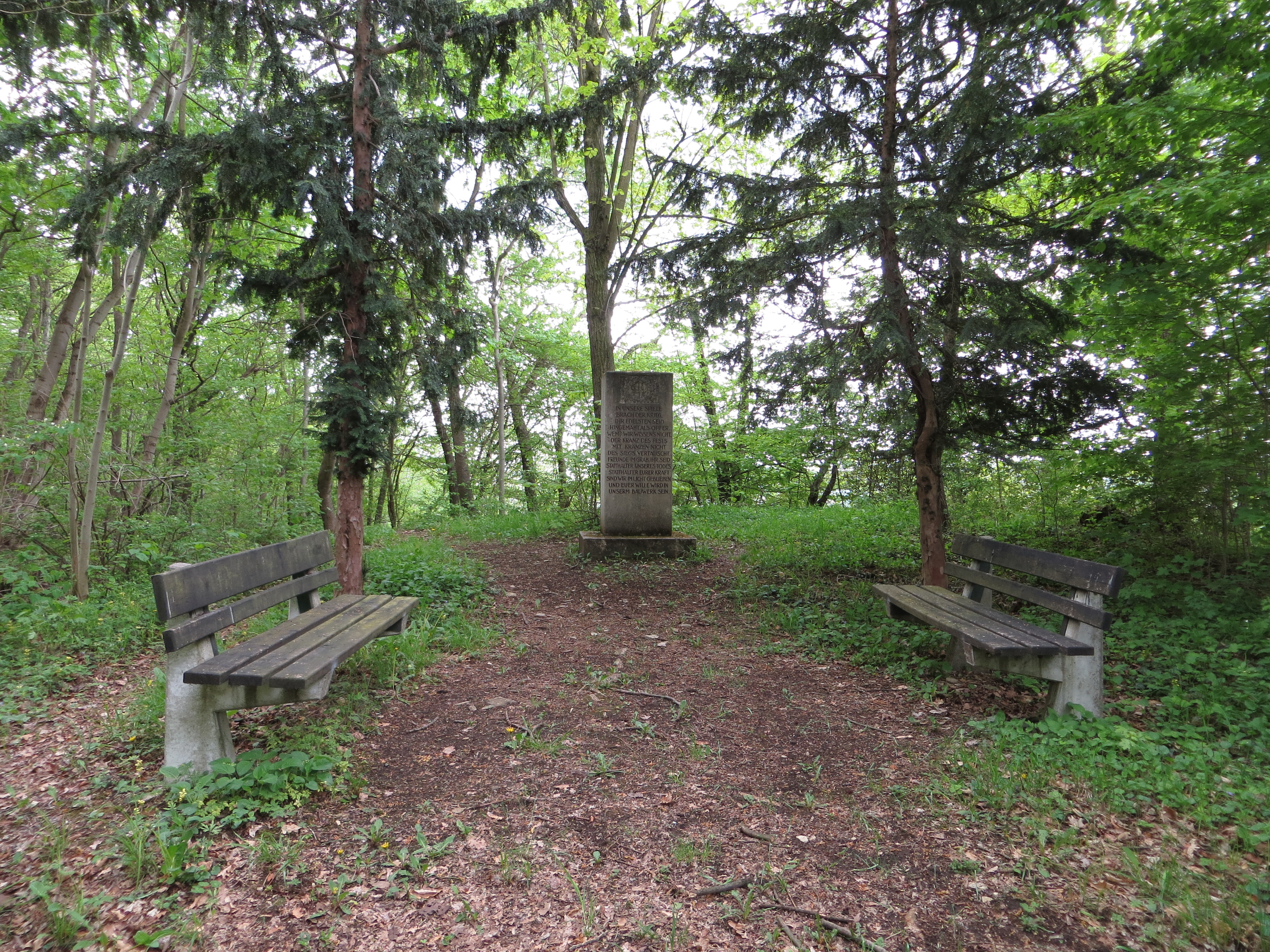
Serakreis-Gedenkstätte im Tautenburger Forst

## Geschichte

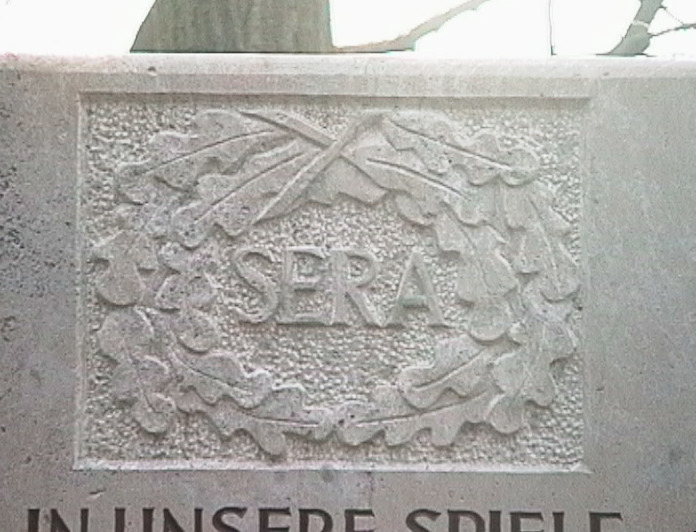
Detail des Serakranzes

Der Serakreis war ein freistudentischer Kreis um den Verleger Eugen Diederichs. Aus Diedrichs Ausspruch "Sera, sera, juvenes quam virgines" leitete man die Bezeichnung "Seraleute" und letztlich den Serakreis ab. Aufbauend auf den Ideen der frühen Jugendbewegung und des Wandervogels wurden Volkstänze und -lieder gepflegt, gemeinsam wurde Theater gespielt, gelesen und gewandert. Besonderer Höhepunkt für den Kreis waren die alljährlichen Sonnenwendfeuer, die man gemeinsam mit Gästen seit 1908 auf der Hohen Lehde nahe Jena beging. Wie auch in anderen Bünden der Zeit achtete man auf natürliche Kleidung und gesunde Ernährung, belebte die Feierkultur und stellte die Kunst in den Mittelpunkt des eigenen Schaffens. Frühzeitig lehrte man Toleranz gegenüber Andersdenkenden.
Der Bund war Gründungsmitglied der Freideutschen Jugend und im Oktober 1913 Mitausrichter des Ersten Freideutschen Jugendtages auf dem Hohen Meißner. Unter anderem führte der Kreis dort das Goethe-Stück Iphigenie auf. Besondere Verbindungen hielt der Kreis zur Akademischen Vereinigung Jena und zur Freien Schulgemeinde Wickersdorf.

### Serastein
Nachdem mehrere Mitglieder aus dem Ersten Weltkrieg nicht mehr zurückkehrten, zerfiel der Kreis langsam. Von den Überlebenden wurde 1920 im Tautenburger Forst bei Jena ein Gedenkstein zur Mahnung gesetzt. Der sogenannte Serastein, in deren Nähe die alljährlichen Sonnenwendfeiern des Kreises stattfanden, ist heute ein beliebtes Wanderziel. Auf ihm ist folgende Inschrift zu lesen: In unsere Spiele brach der Krieg. Ihr edelsten seid hingemäht als Opfer. Wem? Wir wissen's nicht. Der Kranz des Fests mit Kränzen, nicht des Siegs vertauscht. Freunde im Grab, ihr seid Statthalter unseres Todes. Statthalter eurer Kraft sind wir im Licht geblieben, und euer Wille wird in unserem Bauwerk sein.

## Bekannte Mitglieder
- Karl Brügmann, Dortmunder Wandervogel, gefallen 1914
- Rudolf Carnap, Philosoph
- Eugen Diederichs, Verleger
- Wilhelm Flitner, Pädagoge
- Julius Frankenberger, Pädagoge (u. a. in Wickersdorf)
- Hans Freyer, Soziologe, Historiker und Philosoph
- Kurt Held, Schriftsteller
- Robert Jentzsch, Mathematiker und Dichter, gefallen 1918[3]
- Franz Roh, Kunstkritiker und Fotograf